# Pterinopelma
Genre
Pterinopelma est un genre d'araignées mygalomorphes de la famille des Theraphosidae.

## Distribution
Les espèces de ce genre se rencontrent au Brésil en Argentine et en dans les grandes Antilles.

## Liste des espèces
Selon World Spider Catalog (version 24.5, 12/08/2023) :
- Pterinopelma ayisyen (Patrick.E.Auguste 2021)
- Pterinopelma longisternale (Bertani, 2001)
- Pterinopelma roseum (Mello-Leitão, 1923)
- Pterinopelma vitiosum (Keyserling, 1891

## Systématique et taxinomie
Ce genre a été décrit par Pocock en 1901 dans les Aviculariidae.

## Publication originale
- Pocock, 1901 : « Some new and old genera of South American Avicularidae. » Annals and Magazine of Natural History, sér. 7, vol. 8, p. 540-555 (texte intégral).